# 萧岗 (1923年)
萧岗（1923年—2021年2月4日），亦写作肖岗，曾用名萧永绥，男，福建厦门人，生于缅甸，中华人民共和国政治人物，曾任中华全国归国华侨联合会副主席，第六、七、八届全国政协委员。

## 生平
2021年2月4日因病医治无效在北京逝世，享年98岁。